# یویچی سوگیتا
 یویچی سوگیتا (انگلیسی: Yūichi Sugita؛ زادهٔ ۱۸ سپتامبر ۱۹۸۸) یک تنیس‌باز اهل ژاپن است.